# エイベル・カタログ
エイベルカタログ（英: Abell Catalogue）は、銀河団のカタログの一つであり、より正式な名称は（英: Abell catalog of rich clusters of galaxies）である。公称の赤方偏移が z = 0.2 までの全天のリッチな（空間密度が高い； 詳細な定義は後述）4073個の銀河団を含む。このカタログは、ジョージ・エイベル (George Ogden Abell、1927-83) による1958年のオリジナルの「北天サーベイ」による2712個の銀河団カタログに、初期のサーベイで実施されていなかった南天の部分についての、1989年の「南天サーベイ」 で新たに採集された1361個の銀河団を補足したものである。

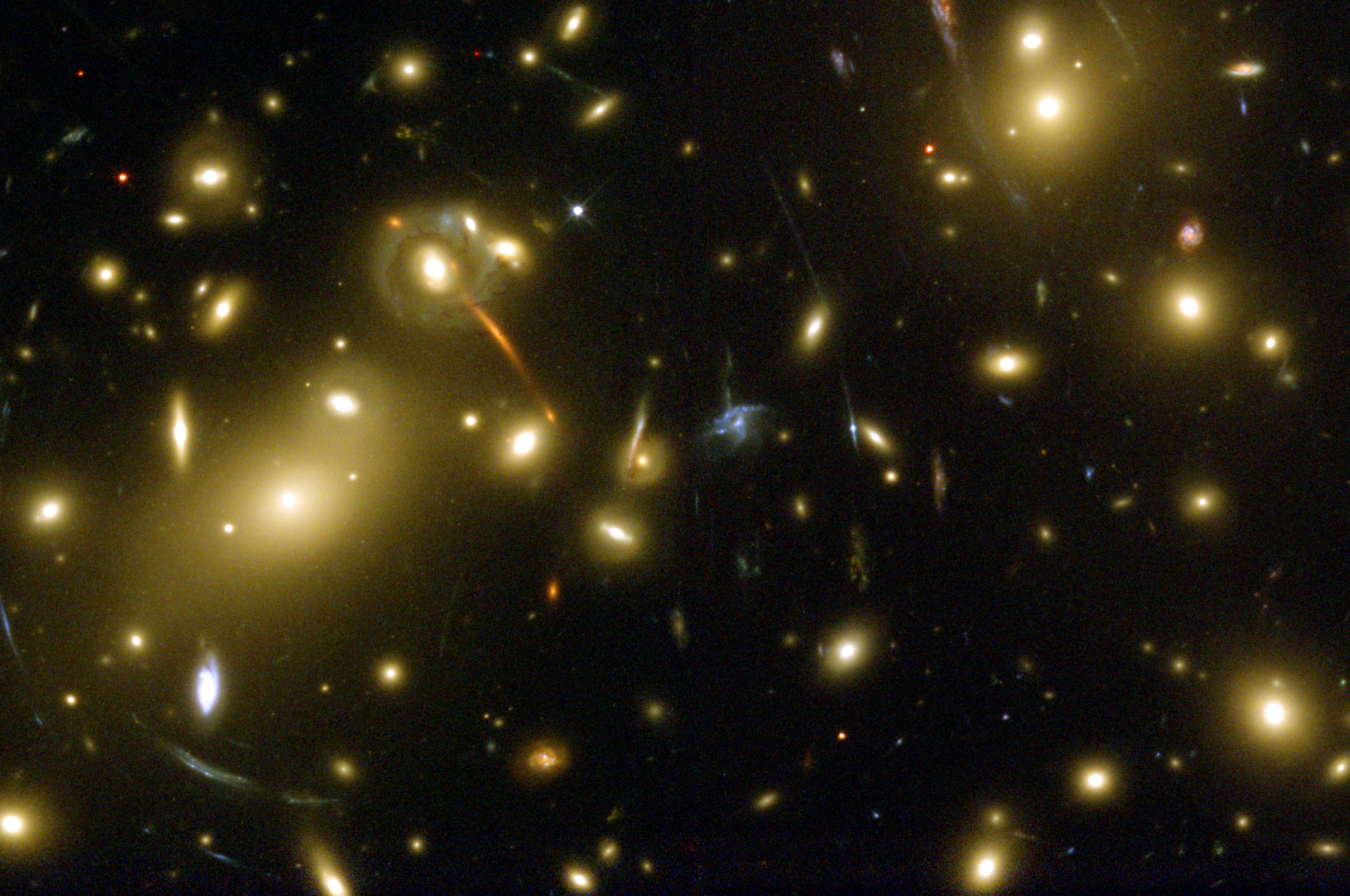
銀河団 Abell 2218。約20億光年 (620メガパーセク) の距離にあり重力レンズが観測されている。(ハッブル宇宙望遠鏡撮影)

## 北天サーベイ
2712個のリッチな銀河団についてのオリジナルのカタログは、当時カリフォルニア工科大学で学んでいたジョージ・エイベルにより1958年に出版された。このカタログはエイベルの博士論文の一部をなし、エイベルが主だった観測者の一人であったパロマー天文台スカイサーベイ (POSS)で得られたコダック103a-E 写真乾板上の像を肉眼で精査することによって作成されたものである。もう一人の主だった観測者であったアルバート・ジョージ・ウィルソン (Albert George Wilson) は、乾板が出来上がるたびにそれをルーチン的に精査することで、サーベイの初期の段階でエイベルをアシストしている。サーベイの完了後、エイベルは再度写真乾板のさらに精密な精査を実施している。どちらの場合も、精査は3.5倍の拡大レンズを用いて行なわれた。
カタログへの掲載基準として、各銀河団は次の基準を満たすこととした：
- リッチネス: 銀河団は、m3 から m3+2 等級の間にあるメンバー銀河を最低50個含む必要がある (ここで m3 はその銀河団で3番目に明るい銀河の等級を表す。従って m3+2 はそれより2等級暗い等級を表す)。適切なエラーマージンを確保するために、この基準は厳格には適用されない。このため、最終的なカタログではメンバー50個よりも少ない銀河団を多数含んでいる ( ただしこれらの銀河団は、エイベルが同時に行なった統計的研究では除外されている)。 エイベルは m3 から m3+2 等級の間にあるメンバー銀河の数に基づいて、銀河団を6つの「リッチネス・グループ」に分類した (カタログ全体では、1つの銀河団に属する銀河数の平均は64であった)。
  - Group 0: 30-49 個
  - Group 1: 50-79 個
  - Group 2: 80-129 個
  - Group 3: 130-199 個
  - Group 4: 200-299 個
  - Group 5: 299 個以上

- コンパクト性: 銀河団は、その銀河団の中心から、ある「計数半径」の範囲内に、50個以上のメンバーを含む程度にコンパクトでなければならない。この半径は「エイベル半径」として知られており、銀河団の赤方偏移を z として 1.72/z 分角、または 1.5h-1 メガパーセクとして定義される。ここで、h は無次元のスケール・パラメーターであり、通常は 0.5 から 1の間の値を取る。H0 をハッブル定数 (単位は  s-1 Mpc-1 )として、h = H0/100 である。正確なエイベル半径は パラメーター h の取り方に依存する。h = 0.75 と仮定すると (これは H0 = 75 km s-1 Mpc-1 と仮定することに等しい)、エイベル半径は2メガパーセク (650万光年) となる。この値は、エイベルは1958年に見積もった値の2倍以上であるが、これは、当時 H0 は 180 km s-1 Mpc-1 程度と考えられていたためである。.

- 距離: 銀河団の公称の赤方偏移は0.02から0.2の間になければならない (これは後退速度が6,000から60,000 km/s の間にあることを意味する)。H0 = 180 km s-1 Mpc-1 と仮定した場合、これらの値はそれぞれ約33と330メガパーセク (約1億光年と10億光年) の距離に相当する。ただし、現在の H0 の推定値 (約71 km s-1 Mpc-1) を用いると、エイベルの上限と下限の値は約85と850メガパーセク (約2.7億光年と27億光年) の距離に相当することになる。ところで、現在までにカタログの銀河団の多数は、実際にはこの値よりもさらに遠くあることが示されており、中には z = 0.4 (約1700メガパーセク ＝ 54億光年) に達するものもある。エイベルは銀河団中で10番目に明るいメンバー銀河の等級に従って、銀河団を7つの「距離グループ」に分類した。
  - Group 1: 13.3-14.0 等級
  - Group 2: 14.1-14.8 等級
  - Group 3: 14.9-15.6 等級
  - Group 4: 15.7-16.4 等級
  - Group 5: 16.5-17.2 等級
  - Group 6: 17.3-18.0 等級
  - Group 7: 18.0 等級以下

- 銀河緯度: 天の川に近い星野は、その領域における星の密度が高すぎ (銀河面吸収帯による障害のことを言っているのではない)、銀河団を確実に同定することが困難なため、研究から除外された。リッチネスの基準と同様に、この基準は厳格には適用されず、銀河平面の中あるいは近くにあっても、他の基準に照らして真正な銀河団であるとエイベルが納得した、いくつかの銀河団がカタログに含まれている。

出版されたオリジナルのカタログでは、銀河団は赤経の昇順にリストされていた。赤道座標 (赤経と赤緯)は、1885年分点 (「ボン掃天星表」 (Bonner Durchmusterung)の元期) について、銀河座標は1900年版についての値が与えられている。
各銀河団については次の値も添えられている。
- 地球の歳差による位置変動率
- 10番目に明るいメンバー銀河の視等級
- 距離グループ
- リッチネス

## 南天サーベイ
1958年版カタログのカバレージは、オリジナルのPOSSの限界のため、赤緯 –27°までであった。
これや他の欠点を是正するため、オリジナルのカタログは後で見直しと、オリジナルのカタログでは除外されていた南天の部分リッチな銀河団の追加のカタログである「南天サーベイ」による補訂が行なわれた。
南天サーベイはエイベルのオリジナルの北天サーベイに1361のリッチな銀河団を付け加えた。
このサーベイでは Southern Sky Survey (SSS) の深宇宙を撮影した IIIa-J 乾板が使用された。
これらの写真乾板は1970年代にサイディング・スプリング天文台 ( オーストラリア)の1.2mシュミット式望遠鏡を用いて撮影されたものである。エイベルはこのサーベイをエディンバラで過ごした1年のサバティカル (長期休暇)の間に着手した。
彼はそこでエディンバラ大学のハロルド・コーウィン (Harold G Corwin) の助力を得ることができた。Corwin はこのカタログに1981年 (この時点では彼はテキサス大学オースティン校の天文学科の一員であった) まで取り組むことになった。1981年時点でサーベイの約半分が終了していた。南天サーベイについての暫定論文が1983年に開催されたあるシンポジウムで発表されたが、これはエイベルの死の約1ヶ月前のことであった。その後カタログはオクラホマ大学のロナルド・オロウィン (Ronald P Olowin) によって完成され、1989年に出版された。
エイベルとコーウィンはエディンバラ王立天文台 (en:Royal Observatory, Edinburgh) に保存されていたオリジナルの乾板を用いて3倍の拡大鏡で肉眼で精査した。一方、オロウィンは高品質のフィルムコピーを用いて、7倍の拡大鏡による
肉眼での精査と、デジタイザーによる自動走査を行なった。
エイベルの北天サーベイでの採用基準は踏襲され、エイベルのリッチネスと距離に関する分類法も従前のままであった。ただし、距離分類は今度は等級ではなく赤方偏移で定義されることになった。
銀河団の採用基準は以前と同様ではあるが、今回は最低30の明るい銀河を含めば採用することとした。これは、この基準であれば、本当にリッチな銀河団 (すなわち、最低50個の明るい銀河を含む銀河団) を誤って除外する可能性を排除できると評価されたからである。
南天サーベイではエイベルがオリジナルのカタログのために考案した命名方法も維持された、番号は2713から4076が割り振られた (このカタログは3つの重複する記載を含んでいる：A3208 = A3207、A3833 = A3832、および A3897 = A2462 である)。赤道座標は 1950年分点と2000年分点について与えられているが、銀河座標は1950年分点の赤道座標から計算されたものである。
エイベルのオリジナルのカタログ (改訂、修正、更新版) は1989年の論文で発表された。論文はこれ以外に、エイベル補遺 (Abell Supplement) カタログとして、南天サーベイのうち距離とリッチネスが本カタログの採用基準に満たない1174の銀河団のカタログを含む。

## 命名フォーマット
エイベル銀河団の名称の標準フォーマットは、X を1から4076までの数字として、「Abell X」の型式である (例えば Abell 1656)。
これに代わるフォーマットとして (Abell 1656 に対して)、ABCG 1656、AC 1656、ACO 1656、A 1656、および A1656 といった記法がある。エイベル自身は最後の方法を好んだが、最近では ACO 1656 (ACO は3人の貢献者 Abell、Corwin、Olowinの名を並べたものである) がプロの天文学者の間で好まれるようになっており、en:Centre de Données astronomiques de Strasbourg もこの型式の使用を勧告している (SIMBAD参照)。

## 顕著なメンバー銀河団
エイベル・カタログは次のような興味深い銀河団を含む：
- Abell 426 または A426、 ペルセウス座銀河団
- Abell 1367 または A1367、しし座銀河団
- Abell 1656 または A1656、かみのけ座銀河団
- Abell 2151 または A2151、ヘルクレス座銀河団
- Abell 3526 または A3526、ケンタウルス座銀河団

赤方偏移が z < 0.1 のエイベル銀河団のうち約10%は、真性のリッチな銀河団ではなく、もっと希薄な複数の銀河団が重なって1つの銀河団と見えているものと考えられている。